# ر ماژور
ر ماژور (انگلیسی: D major) با مخفف (D) تنالیته ایست بر پایه نت «ر» و فواصل آن بر اساس گام ماژور است.

## تعریف
ر ماژور از نت‌های: ر، می، فا دیز، سل، لا، سی و دو دیز تشکیل شده و علامت «سرکلید» آن شامل ۲ «دیز» است.
گام نسبی، سی مینور و گام موازی آن ر مینور است.
«ر ماژور» تنالیتهٔ بسیار مناسبی برای قطعات ویلن به دلیل ساختار این ساز است، که سیم‌های آن (سل، ر، لا، می) کوک می‌شوند. سیم‌های «دست باز» صدای سیم «ر» را تشدید می‌کنند و صدایی تولید می‌شود که به طرز ویژه‌ای درخشان است.

## آثار در ر ماژور
بسیاری از آهنگسازان کلاسیک تمام دوره‌ها تنالیته «ر ماژور» را برای نوشتن کنسرتو ویولن انتخاب کرده‌اند، مانند کنسرتو ویلن‌های موتسارت (شماره ۲، ۱۷۷۵، شماره ۴، ۱۷۷۵)، بتهوون (۱۸۰۶)، پاگانینی (شماره ۱، ۱۸۱۷)، برامس (۱۸۷۸)، چایکوفسکی (۱۸۷۸)، پروکوفیف (شماره ۱، ۱۹۱۷) و استراوینسکی (۱۹۳۱).
این تنالیته برای قطعات گیتار هم مناسب می‌باشد.
ر ماژور در دورهٔ باروک تنالیته شکوه نامیده می‌شد، از این روی بسیاری از کنسرتوهای ترومپت در این تنالیته بودند؛ مانند مولتر (شماره ۲)، لئوپلد موتزارت، تلمان (شماره ۲)، و جوزپه تورلی. بسیاری از سونات‌های ترومپت هم در ر ماژور بودند مانند سونات‌های ترومپت کورلی، فرانچسکینی، پورسل، تورلی و غیره.
۲۳ سمفونی از ۱۰۴ سمفونی هایدن در ر ماژور هستند. بخش عظیمی از سمفونی‌های شماره گذاری نشده موتسارت در ر ماژور هستند.
دیگر آثار:
- کنسرتوهای براندبورگ شماره ۵ (یوهان سباستیان باخ)
- کانن در ر (یوهان پاخلبل)
- سمفونی شماره ۳۸ (موتسارت))
- عروسی فیگارو (ولفگانگ آمادئوس موتسارت)
- کوارتت زهی شماره ۳ (بتهوون)
- سونات ۱۵ پیانو (بتهوون)
- سمفونی شماره ۲ (بتهوون)
- میسا سولمنیس (لودویگ فان بتهوون)
- سمفونی شماره ۱ (شوبرت)
- سمفونی شماره ۲ (برامس)